# Witold Podkówka
Witold Hubert Podkówka (ur. 10 grudnia 1929 w Opatowie, zm. 8 grudnia 2022 w Osielsku) – polski profesor nauk rolniczych w dyscyplinie zootechnika, specjalista w zakresie żywienia zwierząt i gospodarki paszowej, konserwacji pasz oraz metod oceny jakości pasz, doktor honoris causa Akademii Rolniczej w Szczecinie

## Życiorys
Urodził się w rodzinie ziemiańskiej. Studiował na Wydziale Zootechnicznym Wyższej Szkoły Rolniczej w Olsztynie, otrzymując w 1956 dyplom magistra inżyniera. Został zatrudniony jako nauczyciel akademicki w Katedrze Żywienia Zwierząt i Paszoznawstwa na macierzystym wydziale, gdzie w 1962 otrzymał stopień doktora. Szkoła Główna Gospodarstwa Wiejskiego w Warszawie nadała mu w 1967 stopień doktora habilitowanego. W 1976 otrzymał tytuł profesora nadzwyczajnego, a w 1982 – tytuł profesora zwyczajnego. W 1999 Akademia Rolnicza w Szczecinie nadała profesorowi tytuł doktora honoris causa, laudację wygłosił promotor profesor Krum Petkov.  
Był żonaty z Alicją z d. Klusek, z którą miał syna Zbigniewa (ur. 1960) i córkę Joannę (ur. 1961).  

## Praca naukowo-dydaktyczna
Zainteresowania badawcze Profesora dotyczyły żywienia zwierząt z wykorzystaniem m.in. wytłoków rzepakowych, kukurydzy, a także probiotyków do produkcji pasz konserwowanych oraz zagospodarowania bioglicerolu. Zajmował się ponadto zastosowaniem konserwowanej biomasy roślinnej do produkcji biogazu oraz przemysłowego zagospodarowania oleju tłoczonego z nasion roślin oleistych jako substratu do agrorafinerii przy produkcji biopaliwa. Jest autorem lub współautorem 808 publikacji, 8 książek i 5 patentów. Wypromował wielu inżynierów i magistrów inżynierów zootechniki, 14 doktorów, z których 4 otrzymało tytuł naukowy profesora. Prowadził zajęcia dydaktyczne z przedmiotu produkcja pasz i żywienie zwierząt na studiach dziennych i zaocznych dla studentów Wydziału Rolniczego i Zootechnicznego oraz na studium doktoranckim.  

## Udział w organizacji nauki
Witold Podkówka był kierownikiem pracowni paszoznawstwa WSR w Olsztynie (1962-1970), organizatorem i pierwszym dziekanem Wydziału Zootechnicznego Akademii Techniczno-Rolniczej im. J.J. Śniadeckich w Bydgoszczy – Wydziałem tym kierował w latach 1972-1981, a także kierownikiem Katedry Żywienia Zwierząt i Gospodarki Paszowej (1972-2000). W latach 1986-1989 był prodziekanem ds. nauki.  
Pełnił funkcję przewodniczącego Komisji Żywienia Zwierząt i Gospodarki Paszowej Komitetu Nauk Zootechnicznych Polskiej Akademii Nauk i był członkiem Rady Naukowo-Technicznej przy Ministrze Rolnictwa oraz Komisji ds. oceny odmian kukurydzy przy Ministerstwie Rolnictwa i Gospodarki Żywnościowej. Był ponadto niezależnym ekspertem w Polskim Komitecie Normalizacyjnym, w Komisji ds. pasz.  

## Współpraca z gospodarką
Profesor Podkówka był jednym z inspiratorów i współtwórców budowy nowoczesnego centrum badawczo-dydaktyczno-wdrożeniowego w Mochełku z wytłaczarnią oleju z nasion rzepaku i pierwszej w Polsce agrorafinerii, produkującej biopaliwo „Epal” przeznaczonego do silników wysokoprężnych. 

## Wybrane publikacje
- Nowoczesne metody kiszenia pasz. PWRiL Warszawa 1969 i n. (4 wydania)[4]
- Jakość kiszonek z całych roślin kukurydzy produkowanych w latach 1955–1993. „Biul. IHAR” 1994, 191, s. 69-77 (wsp. Zbigniew Podkówka)
- Kierunki w produkcji kiszonek i siana w Europie. „Zesz. Probl. Post. Nauk Roln.” 1998, 462, s.  25-39
- Kiszonka wysokoenergetyczna z kukurydzy. „Kukurydza” 2003 1(21), s. 63-64
- Biopaliwo gliceryna pasza z rzepaku. Wyd. Uczeln. Akademii Techniczno-Rolniczej w Bydgoszczy, 2004, 225 ss.
- Technologia produkcji kiszonki z całych roślin kukurydzy i jej wykorzystanie w żywieniu zwierząt. W: „Technologia produkcji kukurydzy”. Wyd. Wieś Jutra, Warszawa 2004 (wsp. Zbigniew Podkówka)
- Zawartość suchej masy, włókna surowego i białka surowego oraz jakość kiszonek z całych roślin kukurydzy produkowanych w latach 1955–2003. „Pamiętnik Puławski” 2006, 142, s. 373-380 (wsp. Zbigniew Podkówka)[13]
- Dojrzałość kiszonkowa kukurydzy. „Prz. Hod.” 2006, 4, s. 15-18

## Odznaczenia i wyróżnienia
- Krzyż Oficerski Orderu Odrodzenia Polski (1988)[8][2][10]
- Krzyż Kawalerski Orderu Odrodzenia Polski (1978)[8][2][10]
- Złoty Krzyż Zasługi (1973)[8][2][10]
- Medal Komisji Edukacji Narodowej (1981)[8][2]
- Zasłużony Nauczyciel PRL (1983)[8]
- złota odznaka Polskiego Związku Producentów Kukurydzy[1]
- Medal Marszałka Województwa Kujawsko-Pomorskiego „Unitas Durat Palatinatus Cuiaviano-Pomeraniensis" (2019)[14]
- tytuł doktora honoris causa Akademii Rolniczej w Szczecinie (1999)[10][6]